# 辺田見駅
辺田見駅（へたみえき）は、かつて熊本県上益城郡御船町にあった熊延鉄道の駅（廃駅）である。

## 歴史
- 1923年（大正12年）4月28日：御船鉄道（後に熊延鉄道）御船 - 甲佐間開通に伴い開業。
- 1964年（昭和39年）3月31日：熊延鉄道廃線に伴い廃止。

## 駅構造
単式ホーム1面1線を有する地上駅であった。

## 隣の駅
熊延鉄道
御船駅 - 辺田見駅 - 下早川駅